# Генетична генеалогія
Генетична генеалогія — набір генетичних методів, що використовуються для досліджень з генеалогії. Зазвичай генетична генеалогія використовує ДНК-тести спільно з традиційними генеалогічними методами дослідження. Успіх традиційних методів цілком залежить від збереження і існування документів (наприклад, переписних книг, літописів і т. д.). Кожна людина несе в собі свого роду «біологічний документ», який не може бути загублений, — це ДНК людини. Методи генетичної генеалогії дозволяють зокрема дістати доступ до тієї частини ДНК, яка передається незмінною від батька до сина по прямій чоловічій лінії, — Y-хромосомі.
ДНК-тест Y-хромосоми дозволяє, наприклад, двом чоловікам визначити чи розділяють вони загального предка по чоловічій лінії чи ні. ДНК-тест — не просто допомога в генеалогічних дослідженнях, це сучасний інструмент, який генеалоги можуть використовувати для того, щоб встановити або спростувати споріднені зв'язки між декількома людьми.
Генеалогія в біології — сукупність відомостей про батьків і віддаленіших предків конкретної особини чи групи особин рослин або тварин. Знаючи біологічні й продуктивні якості предків, а також родичів по так званій бічній лінії, можна правильніше підібрати пари для схрещування з метою одержання організмів з бажаними властивостями.

## STR-профайлінг
В цьому тесті використовуються спеціальні ДНК-маркери, нуклеотидна послідовність у яких повторюється безліч разів, — «короткі тандемні повтори» (англ. Short Tandem Repeats, STR). Ці повтори можна знайти і проаналізувати за допомогою таких методів як ПЛР або секвенування ДНК. Прикладом STR може бути така послідовність ДНК так:
…CTGT TCTA TCTA TCTA TCTA TCTA TCTA TCTA TCTA TCTA TCTGCC…
Можна відмітити, що TCTA повторюється 9 разів, а оскільки цей STR-маркер називається DYS391 (DNA Y-chromosome Segment № 391) робиться запис: DYS391 = 9.
У цьому маркері число повторень може бути між 7 і 14. Y-хромосома унікальна в цьому відношенні, тому що не піддається кросинговеру з кожним новим поколінням. В результаті злиття яйцеклітини і сперматозоїда, дитина отримує гени, які будуть сумішшю генів батька і матері. Але Y-хромосома передається тільки від батька, таким чином число повторів в маркерах сина буде тим же самим, що і у його батька. Діаграма нижче показує шлях Y-хромосоми, яка подорожує вниз по всіх чоловічих лініях, таким чином генетичні кузени також розділять ту ж саму Y-хромосому.
Іноді число повторів збільшується або зменшується, зазвичай в одній з ліній. Таким чином, батько може мати DYS391 = 9, а його син DYS391 = 10. Це є прикладом мутації і трапляється, коли ДНК копіюється трохи неправильно. Варто відзначити, що це природне явище. Ці мутації дуже важливі, тому що учені знають частоту їх виникнення, і таким чином можна вирахувати приблизний час, коли жив найближчий спільний предок (MRCA).

## Інтерпретація результатів
Після перевірки і об'єднання результатів декілька STR з одного геному визначається гаплотип, який може бути представлений у вигляді послідовності числа кожного маркера. Тест з 21 маркера може бути схожий на дану таблицю:
|                | STR Маркери Y-ДНК |      |      |     |      |       |     |     |     |     |     |     |
|                | 19                | 385a | 385b | 388 | 389i | 389ii | 390 | 391 | 392 | 393 | 425 | 426 |
| Your Haplotype | 14                | 12   | 17   | 12  | 13   | 29    | 24  | 11  | 13  | 13  | 12  | 10  |

Маркери STR записані в заголовку, а сам гаплотип в елементах таблиці. Так, наприклад, для DYS19 написано 14 повторів. Гаплотип може дати інформацію про те, звідки походить ваша Y-хромосома, тобто прослідкувати шлях предків даної людини протягом 100 тисяч років. Наприклад, Атлантичний Модальний Гаплотип (AMH) визначений тільки шістьма маркерами, і це найзагальніший гаплотип у Західній Європі.
| 19 | 388 | 390 | 391 | 392 | 393 |
| 14 | 12  | 24  | 11  | 13  | 13  |

У базі даних YHRD [Архівовано 26 лютого 2010 у Wayback Machine.] кожен може порівняти його гаплотип з іншими занесеними в неї зразками. Ця база даних містить велику кількість євразійських зразків, а зараз містить ще і зразки американців і жителів східної Азії, а також ескімосів. База даних YHDR використовує до одинадцяти маркерів. Окрім цього, Ybase — корисний інструмент дослідника і дозволяє додати результати своїх тестів Y-хромосоми в базу даних.
Цікавий проект — база даних гаплотипів і генеалогічних даних — Sorenson Molecular Genealogy Foundation. Після заповнення в критеріях пошуку гаплотипу, програма видасть в результатах найближчі за збігами гаплотипи з прізвищами людей і покаже генеалогічне дерево, де буде вказаний передбачуваний загальний предок і всі інші зразки, з якими збіглися результати маркерів. У цій базі даних зареєстровано більше 50000 гаплотипів.
Тестування Y-хромосоми найцікавіше, якщо порівнювати результати двох і більше чоловік спільно з результатами традиційних генеалогічних пошуків. Нижче описаний гіпотетичний випадок, де три генетичні кузени з одним прізвищем пройшли тест. У якийсь момент у минулому цієї сім'ї відбулася єдина мутація в Y-хромосомі. Ця мутація залишила слід в ДНК всіх чоловіків цієї сім'ї. При порівнянні їх гаплотіпов спостерігається наступне:
|         | Y-ДНК STR-маркери |      |      |     |      |       |     |     |     |     |     |     |
|         | 19                | 385a | 385b | 388 | 389i | 389ii | 390 | 391 | 392 | 393 | 425 | 426 |
| Кузен 1 | 14                | 12   | 17   | 12  | 13   | 29    | 24  | 11  | 13  | 13  | 12  | 10  |
| Кузен 2 | 14                | 12   | 17   | 12  | 13   | 29    | 24  | 11  | 13  | 13  | 12  | 10  |
| Кузен 3 | 14                | 12   | 17   | 12  | 13   | 29    | 24  | 11  | 14  | 13  | 12  | 10  |

У цій таблиці більшість чисел збігаються, за винятком маркера поміченого сірим кольором. У учасника № 3 показана мутація в DYS392. Учасники № 1 і № 2, цифри яких повністю збігаються, дуже близькі родичі. Учасник № 3 теж є їх родичем, але більш далеким.

## Використання результатів
Генетична генеалогія допомагає підтвердити результати традиційних архівних досліджень, показуючи що дві або більше людини з тим же прізвищем пов'язані спорідненістю, тобто мають загального предка. Оцінка часу життя їх гіпотетичного Спільного Предка зводиться до математики і статистики. Дослідження показують, що мутація в будь-якому маркері — окремий випадок, і відбувається приблизно кожні 500 поколінь (тобто раз в 10000 років). Якщо є точний збіг в 21 маркері, то середній час, що пройшов з тих пір, коли жив найближчий спільний предок (MRCA), тільки 8,3 поколінь. Якщо є хоч би одна єдина розбіжність (мутація), тоді час збільшується до 20,5 поколінь. Також генеалогічний тест допоможе встановити етнічне походження, походження предків, зрозуміти, кров яких етнічних народів тече у венах.
Скільки мутацій (невідповідностей) повинні бути присутніми в результатах тестів двох людей, щоб можна було виключити їх належність до одного клану? Велика кількість мутацій говорить про віддаленішу спорідненість або її відсутність. У випадку з 21 маркером 2 мутації між гаплотипами — це прикордонний результат, а 3 мутації зазвичай виключають взагалі достатньо близьку спорідненість між цими людьми (в межах тисячоліть).